# Сам вкъщи 2: Изгубен в Ню Йорк
 „Сам вкъщи 2: Изгубен в Ню Йорк“ (на английски: Home Alone 2: Lost in New York) е американски комедиен приключенски филм от 1992 г., режисиран от Крис Кълъмбъс, със сценарий от Джон Хюз, който е и продуцент на лентата. Това е продължение на филма Сам вкъщи от 1990 г. и е вторият филм от филмовата поредица Сам вкъщи с участието на Маколи Кълкин, Джо Пеши, Даниъл Стърн, Джон Хърд, Тим Къри, Бренда Фрикър и Катрин О'Хара. Сюжетът проследява Кевин Маккалистър, който е отделен от семейството си по време на ваканцията им във Флорида, озовавайки се този път в Ню Йорк.
Хюз завършва сценария за филма през февруари 1991 г., след като подписва договор за шест филма с 20th Century Fox. Участието на Кълкин е потвърдено през май същата година, а останалата част от актьорския състав - скоро след това. Снимките на филма започват през декември 1991 г. и приключват през май 1992 г. и са направени на място в Илинойс и в Ню Йорк, включително в Рокфелер Сентър и Световния търговски център.
„Сам вкъщи 2: Изгубен в Ню Йорк“ е представен в кината в Съединените щати от 20th Century Fox на 20 ноември 1992 г., като получава смесени отзиви от критиците, с похвали за изпълненията, но критики за по-мрачния тон, използването на насилие и приликите към първия филм. Филмът печели над 359 милиона долара в световен мащаб, превръщайки се в третия най-касов филм за 1992 г. след Аладин и Бодигард. През 1997 г. излиза продължението Сам вкъщи 3, което е с нов актьорски състав.

## Сюжет
Внимание:  Текстът по-долу разкрива сюжета на произведението (или части от него)!
Семейство Маккалистър се готви да прекара Коледа в Маями и се събира в дома на Питър и Кейт в Чикаго. Най-малкият им син, Кевин, гледа на Флорида като на противоречие с Коледа, поради тропическия климат и липсата на коледни елхи. На училищен конкурс, по време на солото на Кевин, по-големият му брат Бъз се пошегува с него; Кевин му отмъщава, като го блъска, което кара всички певци да паднат и така проваля конкурса. У дома Бъз се извинява фалшиво, а семейството укорява Кевин, когато той казва, че Бъз го е унижил. Кевин обижда семейството си, че е повярвало на лъжите на брат му и че е прекарало Коледа да се празнува в тропически климат, и се втурва към тавана, желаейки да има собствена ваканция сам. На следващия ден семейството се втурва към летището, след като се успива.
На летището Кевин губи семейството си от поглед, докато рови с чантата на Питър; той случайно следва мъж, облечен подобно на Питър, бързащ към полета за Ню Йорк, докато все още носи чантата. При пристигането си Кевин решава да обиколи града и в Сентръл Парк се плаши от бездомна жена със строг вид, която гледа гълъби. След това отива в хотел „Плаза“ и използва кредитната карта на Питър, за да се настани. Междувременно „Мокрите бандити“ - Хари и Марв, също пътуват до Ню Йорк, след като наскоро бягат от затвора в Чикаго; те незабавно започват да търсят нова цел за ограбване.
В навечерието на Коледа Кевин посещава магазин за играчки, където се среща със собственика му филантроп, г-н Дънкан. Кевин научава, че приходите от коледните продажби на магазина ще бъдат дарени на детска болница и прави дарение. В знак на признателност г-н Дънкан предлага на Кевин чифт керамични гургулици като подарък, съветвайки го да подари едната на друг човек като жест на вечно приятелство. След като се натъква на Хари и Марв пред магазина, Кевин бяга обратно към „Плаза“. Портиерът и персоналът на хотела се изправят срещу Кевин заради кредитната карта, която е обявена за открадната. Кевин бяга от хотела през авариен изход, но е нападнат от Хари и Марв. Те се хвалят с плана си да го убият и да проникнат в магазина за играчки в полунощ, точно преди Кевин да избяга при срещата им със случаен минувач.
По-рано, при кацането си в Маями, семейство Маккалистър открива, че Кевин е изчезнал и подават сигнал в полицията. След като полицията проследява "открадната" кредитна карта, семейството незабавно лети за Ню Йорк. Междувременно Кевин отива в къщата на чичо си, но я открива празна и в процес на ремонт. В Сентръл Парк Кевин среща и в крайна сметка се сприятелява с дамата с гълъбите. Те отиват в Карнеги Хол, където тя обяснява как животът ѝ се е сринал, когато любовникът ѝ я е напуснал; Кевин я насърчава отново да се довери на хората. След като обмисля съвета ѝ да извърши добро дело, за да компенсира грешките си, той решава да попречи на Хари и Марв да ограбят магазина за играчки на г-н Дънкан.
След като оборудва къщата с капани, Кевин посещава магазина за играчки по време на обира на Хари и Марв, снима ги и счупва прозореца на магазина, за да задейства алармата. След това той ги примамва в къщата, където те се хващат на капаните и получават различни наранявания. Докато двамата престъпници се опитват да хванат Кевин, той се обажда на полицията с помощта на телефонен автомат и подмамва Хари и Марв в Сентръл Парк, където ги залавят, след като падат върху лед. Докато Хари държи Кевин на прицел, жената с гълъбите се намесва, хвърляйки кофа със семена върху тях, привличайки огромно ято гълъби. След това Кевин запалва фойерверки, за да сигнализира на полицията, която изплашва гълъбите с изстрел и арестува Хари и Марв. В магазина за играчки г-н Дънкан намира бележка от Кевин, обясняваща обира.
На коледната сутрин в хотелската стая на Маккалистър пристига камион с безплатни подаръци, изпратени от благодарния г-н Дънкан за осуетяването на обира. Кевин се помирява със семейството си и отива в Сентръл Парк, за да даде на жената с гълъбите втората гургулица, укрепвайки приятелството им.

## Актьори
- Маколи Кълкин като Кевин, буйно 10-годишно момче със склонност към създаване на капани
- Джо Пеши като Хари, нисък, избухлив крадец
- Даниел Стърн като Марв, висок, малоумен крадец
- Катрин О'Хара като Кейт, майката на Кевин
- Джон Хърд като Питър, бащата на Кевин
- Дейвид Ратрей като Бъз, най-големият брат на Кевин, който често го забърква в неприятности
- Хилари Улф като Меган, най-голямата сестра на Кевин
- Мурийн Елизабет Шейн като Лини, по-голямата сестра на Кевин
- Майкъл Марона като Джеф, по-големият брат на Кевин
- Гари Баман като Чичо Франк, чичото на Кевин и по-големият брат на Питър
- Тери Снел като Леля Лесли, лелята на Кевин
- Джедидая Коен като Род, по-големият братовчед на Кевин и по-големият син на Франк и Лесли
- Сента Моузес като Трейси, по-голямата братовчедка на Кевин и най-голямата дъщеря на Франк и Лесли
- Даяна Кампеану като Сондра, по-голямата братовчедка на Кевин и втората дъщеря на Франк и Лесли
- Кийран Кълкин като Фулър, най-малкият братовчед на Кевин и по-малкият син на Франк и Лесли
- Ана Слотки като Брук, по-малката братовчедка на Кевин и най-малката дъщеря на Франк и Лесли
- Тим Къри като Г-н Хектор, портиерът в хотел „Плаза“, който е подозрителен към Кевин
- Бренда Фрикър като Дамата с гълъбите, неназована жена, която живее в Сентръл Парк, прекарвайки живота си в хранене на гълъби, която се сприятелява с Кевин, докато той е изгубен в Ню Йорк
- Еди Бракен като Г-н Дънкан, собственикът на магазина за играчки
- Дана Айви като Хестър Стоун, рецепционистката в хотел „Плаза“
- Роб Шнайдер като Седрик, пиколото в хотел „Плаза“
- Лий Цимерман като Модел
- Ралф Фуди като Джони, гангстер от измисления филм Ангели с още по-мръсни души, продължение на Ангели с мръсни души от предишния филм
- Клейр Хоук като Дейм, приятелката на Джони от измисления филм Ангели с още по-мръсни души
- Боб Юбанкс като Домакинът
- Рип Тейлър като Знаменитост #1
- Джей Морган като Знаменитост #2
- Джими Уокър като Знаменитост #3
- Али Шийди като Билетен агент в Ню Йорк
- Роб Сел като Офицер Бенет
- Рон Канада като Полицаят на Таймс Скуеър
- Доналд Тръмп като Себе си, собственикът на хотел „Плаза“

## Продукция
През февруари 1991 г. „Лос Анджелис Таймс“ съобщава, че Джон Хюз ще подпише договор за шест филма с 20th Century Fox, сред проектите е продължение на „Сам вкъщи“. През май 1991 г. Кълкин получава 4,5 милиона долара плюс 5 процента от приходите на филма, за да се появи в продължението, в сравнение със 110 000 долара за първия филм. Бюджетът на продукцията е 28 милиона долара.
Основната фотография започва на 9 декември 1991 г. и приключва на 1 май 1992 г. в продължение на 144 дни; филмът е заснет в Уинетка, Илинойс; Международно летище „О'Хеър“ в Чикаго; Еванстън, Илинойс; и Ню Йорк. Според режисьора Крис Кълъмбъс, Доналд Тръмп, собственик на хотел „Плаза“ по това време, е позволил на екипа да заснеме сцени във фоайето на хотела в замяна на епизодична роля във филма, в допълнение към стандартната такса за филмови продукции. Самият Кълкин през 2021 г. подкрепя петиция за редактиране на епизодичната роля на Тръмп във филма.

## Музика
Джон Уилямс се завръща, за да създаде партитурите към Сам вкъщи 2. Макар че филмът включва тематичната песен от първия филм „Somewhere in My Memory“, съдържа и собствена музикална тема, озаглавена „Christmas Star“. Два албума със саундтрака към филма са издадени на 20 ноември 1992 г., като единият включва музиката на Уилямс, а другият - съвременни коледни песни, включени във филма. Десет години по-късно е издадено 2-дисково луксозно издание на саундтрака с филмовата музика.

## В България
В България филмът е излъчен за първи път по кината през 1993 г.
На 3 януари 1998 г. филмът е излъчен премиерно по Канал 1 от 20:30 ч. в рубриката „Фокс-киномания“.
На 10 декември 1998 г. е издаден на VHS от „Мейстар“ и на DVD от 5 октомври 2005 г.
На 1 януари 2007 г. се излъчва по „Би Ти Ви“ понеделник от 20:00 ч. и всяка следваща година. 
През 2023 година Нова телевизия купува правата за излъчване. 
На 25 декември 2023 г. се излъчва и по NOVA понеделник от 20:00 ч.

### Дублажи
| Пост                | Име                                                                                   |
| ------------------- | ------------------------------------------------------------------------------------- |
| Превод              | Живка Руднинска                                                                       |
| Редактор            | Петя Игнатова                                                                         |
| Тонрежисьор         | Трендафилка Немска                                                                    |
| Режисьор на дублажа | Димитър Караджов                                                                      |
| Озвучаващи артисти  | Наталия Бардская Маргарита Пехливанова Живка Донева Владимир Пенев Александър Воронов |

| Пост                | Име                                                       |
| ------------------- | --------------------------------------------------------- |
| Превод              | Надя Баева                                                |
| Тонрежисьор         | Венислава Николова                                        |
| Режисьор на дублажа | Чавдар Монов                                              |
| Озвучаващи артисти  | Венета Зюмбюлева Силвия Лулчева Чавдар Монов Пламен Захов |

| Пост                | Име                                                                                             |
| ------------------- | ----------------------------------------------------------------------------------------------- |
| Озвучаващи артисти  | Елена Русалиева Даниела Сладунова Вера Методиева Иван Танев Стефан Сърчаджиев-Съра Даниел Цочев |
| Превод              | Надя Баева                                                                                      |
| Тонрежисьор         | Радослав Колев                                                                                  |
| Режисьор на дублажа | Чавдар Монов                                                                                    |

| Пост                | Име                                                                                              |
| ------------------- | ------------------------------------------------------------------------------------------------ |
| Озвучаващи артисти  | Христина Ибришимова Ася Братанова Даниела Сладунова Димитър Иванчев Здравко Методиев Васил Бинев |
| Преводач            | Надя Баева                                                                                       |
| Тонрежисьор         | Стефан Дучев                                                                                     |
| Режисьор на дублажа | Димитър Кръстев                                                                                  |

## Филми от поредицата за „Сам вкъщи“
Поредицата „Сам вкъщи“ включва 6 филма:
- „Сам вкъщи“ (1990)
- „Сам вкъщи 2: Изгубен в Ню Йорк“ (1992)
- „Сам вкъщи 3“ (1997)
- „Сам вкъщи 4“ (2002)
- „Сам вкъщи: Коледен обир“ (2012)
- „Отново сам вкъщи“ (2021)